# داویت چاکوتادزه
داویت چاکوتادزه (به روسی: Давит Чакветадзе، به گرجی: დავით ჩაკვეტაძე؛ زادهٔ ۱۸ اکتبر ۱۹۹۲) کشتی‌گیر گرجستانی-روسیه‌ای در دستهٔ میان‌وزن کشتی فرنگی است. او برندهٔ مدال طلای المپیک ۲۰۱۶ ریو و مدال طلای بازی‌های اروپایی ۲۰۱۵ است

## المپیک ۲۰۱۶ ریو
چاکواتزه در سال ۲۰۱۶ میلادی در المپیک ریو در وزن ۸۵ کیلو حاضر بود که سامان طهماسبی از آذربایجان، حبیب‌الله اخلاقی از ایران، دنیس کودلا از آلمان و ویکتور لورینس از مجارستان را شکست داد و به مرحله فینال رسید. در مرحله نهایی توانست با غلبه بر ژان بلنیوک اوکراینی، مدال طلا را بدست آورد.